# Timber Cove (California)
Timber Cove es un lugar designado por el censo ubicado en el condado de Sonoma en el estado estadounidense de California. En el año 2010 tenía una población de 164 habitantes.

## Geografía

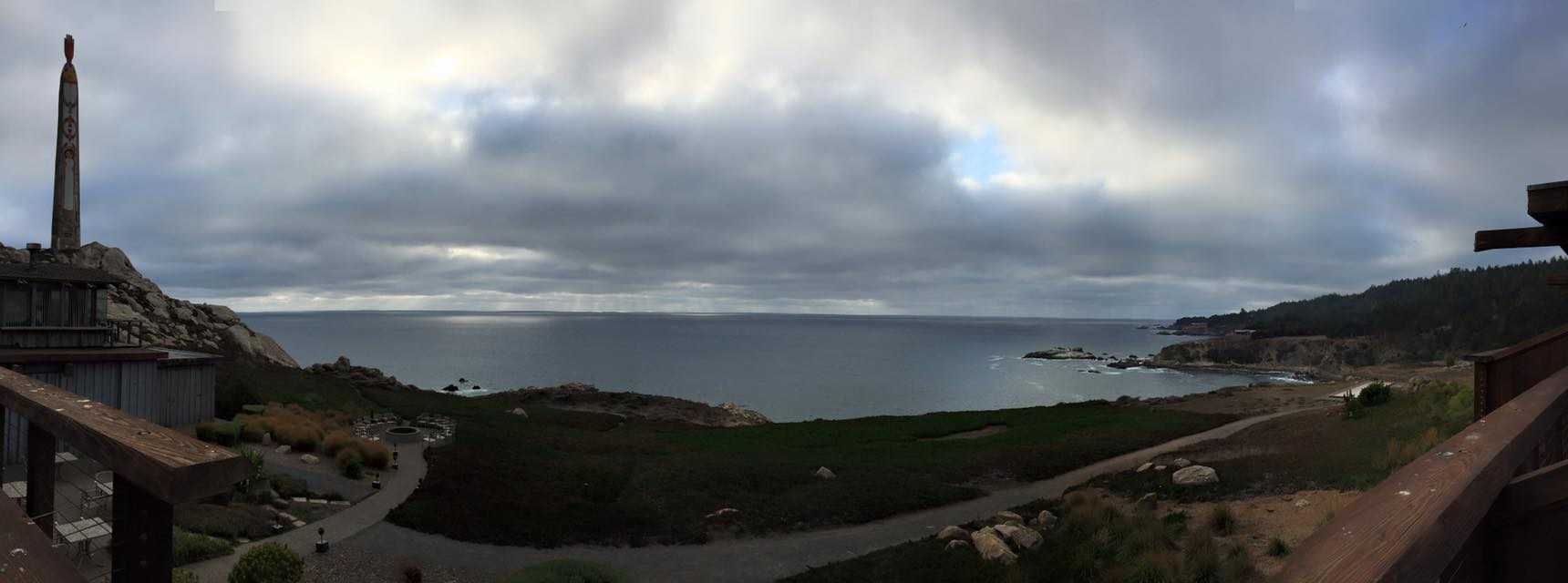

Timber Cove se encuentra ubicado en las coordenadas 38°32′27.92″N 123°15′31.62″O / 38.5410889, -123.2587833.